# Houses of the Holy
Houses of the Holy is het vijfde studioalbum van de Britse rockband Led Zeppelin. Het album stond in 1973 totaal 6 weken genoteerd in de Nederlandse Album Top 100, met als hoogste notering de 3e positie.
De titel is een blijk van waardering voor de fans, die op plaatsen kwamen die door de band ook wel heilige huizen werden genoemd. Muzikaal gezien was dit album een keerpunt voor de band. Het gitaarwerk is zwaarder dan voorheen, terwijl de invloed van de blues juist minder wordt.
Dankzij het feit dat enkele bandleden thuis een opnamestudio hadden geïnstalleerd, werden de arrangementen en de muzikale stijl van de nummers uitgebreider.
Een aantal nummers van het album, waaronder "The Song Remains the Same", "The Rain Song" en "No Quarter", werden vanaf eind 1972, nog voordat het album uitkwam, een vast onderdeel tijdens liveoptredens van de band.

## Opname en productie

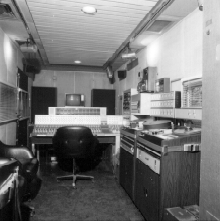
De “Rolling Stones Mobile Studio”.

Led Zeppelin had in 1972 blijvend commercieel succes behaald met zowel hun voorgaande vier studioalbums als met hun liveoptredens. Omdat ze goede ervaringen hadden met het opnemen op locatie met gebruik van de Rolling Stones Mobile Studio, zoals met het voorgaande album Led Zeppelin IV, wilden ze dat ook voor een nieuw op te nemen album doen. Na de concerttour in februari 1972, door Australië en Nieuw-Zeeland besloot de band om de mobiele studio naar Mick Jaggers huis Stargroves in Hampshire over te laten brengen voor de opnames van Houses of the Holy.
Sommige nummers van het album waren al eens in eerdere sessies uitgeprobeerd, waaronder "No Quarter" dat voor het eerst tijdens een sessie in Headley Grange in East Hampshire was uitgeprobeerd. Zowel bassist John Paul Jones als gitarist Jimmy Page hadden thuis een opnamestudio geïnstalleerd, waardoor beiden met bijna complete nummers op Stargroves arriveerden.
Page's studio was gedeeltelijk opgebouwd met onderdelen afkomstig uit de voormalige Pye Mobile Studios. Deze mobiele studio was eerder gebruikt om opnames te maken van Led Zeppelins optreden in de Royal Albert Hall in Londen op 9 januari 1970. De Engelse rockband The Who had deze mobiele studio ook in 1970 gebruikt voor de opnames van hun livealbum Live at Leeds. Page leverde complete arrangementen aan voor "The Rain Song" en "Over the Hills and Far Away", terwijl Jones een nieuwe versie van "No Quarter" had uitgewerkt. De andere nummers van het album kwamen tot stand door gezamenlijke jamsessies. Verder waren er nog opnamesessies in Headley Grange ("The Crunge") en de Island Studio’s in Londen ("No Quarter"). Tijdens de concerttour in april-mei 1972 door de Verenigde Staten en Canada, werd het album verder afgewerkt in de Electric Lady Studios in New York, met de hulp van de Amerikaanse geluidstechnicus Eddie Kramer, die ook had meegewerkt aan de albums Led Zeppelin II en Led Zeppelin III.

## Compositie
Muzikaal gezien was Houses of the Holy een keerpunt voor de band. De samenstelling van de nummers en de manier van produceren vormden de basis voor later uit te brengen werk van de band. Biograaf Dave Lewis zei hierover:

Terwijl de energie die de band de eerste jaren uitstraalde minder werd, en het album niet de elektrische lading van Led Zeppelin I en II had, of de enorme diversiteit van het derde album, en zeker niet de klassieke status van het vierde, heeft Houses of the Holy toch zijn eigen plek veroverd. 

Het album vertoond niet de zware, donkere bluesrock van hun vorige albums, dit ten gunste van een zuiverder en uitgebreider rockgeluid, zoals te horen is in het scherpere en helderdere gitaarspel van Jimmy Page.
Volgens sommigen was het ook het meest diverse van hun albums. Kristofer Lenz van het Amerikaanse online magazine Consequence of Sound, ontdekte swing invloeden in het nummer "Dancing Days", reggae in "D'yer Mak'er" en psychedelische invloeden in "No Quarter".
De Amerikaanse muziekjournalisten Pete Prown en Harvey Newquist noemden het album; "Een collectie van rocknummers, ballads, reggae, funk en vroege rock-'n-roll." 

## Later uitgebrachte nummers
Het titelnummer, "Houses of the Holy", is opgenomen in de Olympic Studio’s in Londen en later gemixt in de Electric Lady Studios in New York. Het verscheen uiteindelijk niet op het album omdat er genoeg andere nummers beschikbaar waren. Het verscheen pas in 1975 op het volgende album van de band, Physical Graffiti. Op dit album zijn ook de, in de tuin van Stargroves opgenomen, nummers "The Rover" en "Black Country Woman" te vinden. Het eveneens in Stargroves opgenomen "Walter's Walk", verscheen in 1982 op het album Coda.

## Hoesontwerp

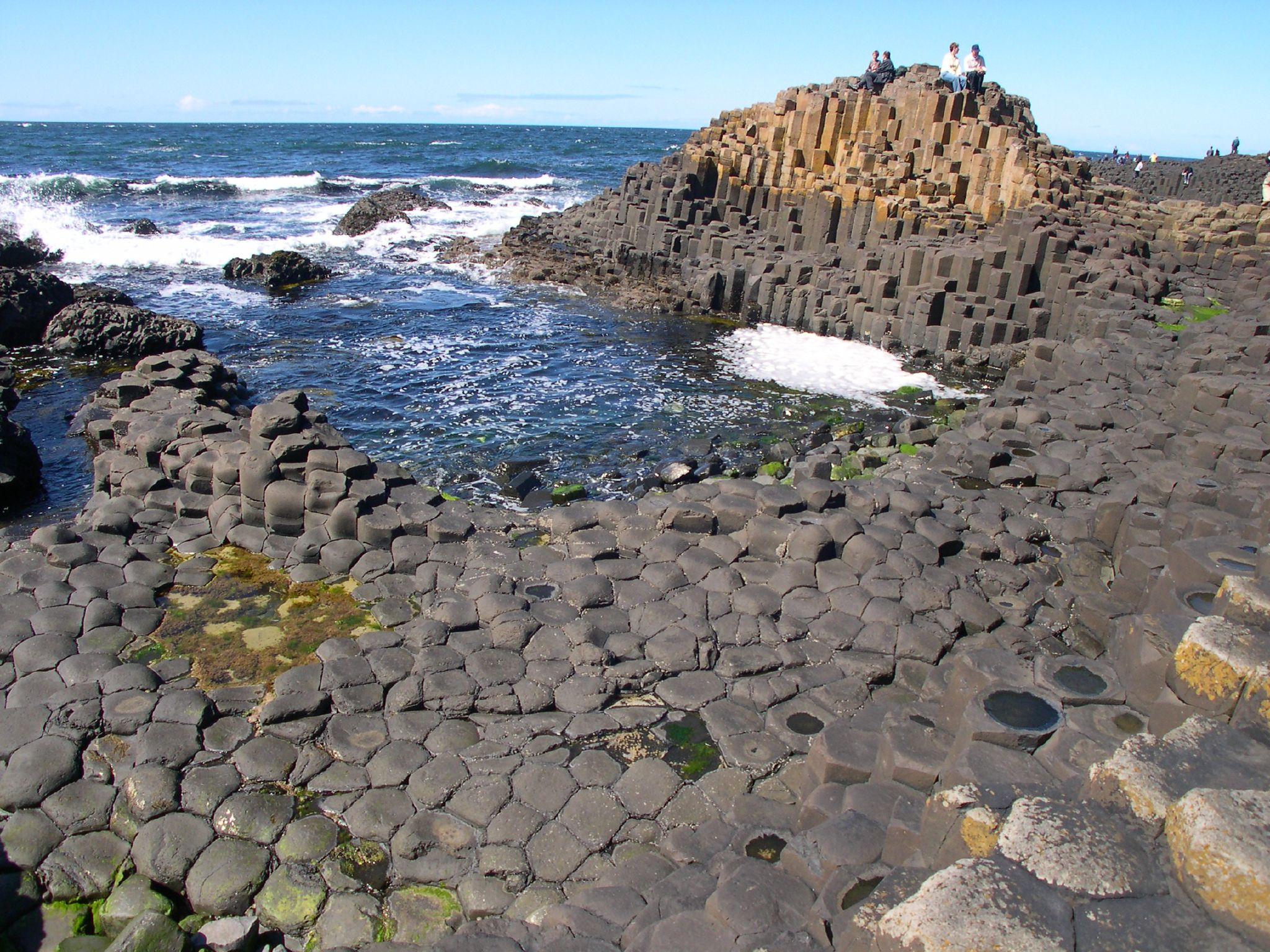
Giant's Causeway aan de noordoostkust van Noord-Ierland.

Het ontwerp van de platenhoes was geïnspireerd door het boek Childhood's End, van de Britse sciencefictionschrijver Arthur C. Clarke. Het is een collage van verschillende foto’s van de Giant's Causeway, een rotsformatie aan de noordoostkust van Noord-Ierland, genomen door de Britse ontwerper Aubrey Powell van de ontwerpgroep Hipgnosis.
De fotoreportage werd gedaan met twee kinderen, broer en zus Stefan en Samantha Gates. Het was een tijdrovend en frustrerend proces over een periode van tien dagen. Er werd ‘s morgensvroeg bij zonsopkomst en ‘s avonds bij zonsondergang gewerkt, om zodoende de juiste belichting te vangen. Dit lukte echter niet omdat het steeds bewolkt en regenachtig weer was. De zwart-wit foto’s werden daarna gekopieerd zodat het effect gecreëerd werd alsof er niet twee maar elf kinderen waren. De resultaten waren echter onbevredigend, maar enkele onbedoelde kleureffecten tijdens de postproductie zorgden uiteindelijk toch voor een geschikte hoes. De foto op de binnenzijde van de hoes werd gemaakt bij Dunluce Castle, vlak bij de Giant's Causeway. In januari 2010 verscheen Stefan Gates in een radiodocumentaire bij BBC Radio 4 over de totstandkoming van de platenhoes. Daarin zei hij dat de foto iets sinisters had, hoewel zijn zus het daar niet mee eens was. Hij bekende ook dat hij nog nooit naar het album had geluisterd. Het programma eindigde met de terugkeer van Gates naar Giant's Causeway en het beluisteren van het album aldaar, op een draagbare cassetterecorder.
Houses of the Holy was het eerste album dat niet de naam van de band droeg maar wel, net als zijn voorganger, zonder titel of naam op de hoes uitkwam. Manager Peter Grant gaf Atlantic Records echter toestemming om in de Verenigde Staten de hoes te voorzien van een papieren wikkel met daarop de albumgegevens. Door deze te verwijderen kreeg men toegang tot het album. Op beide zijden van de binnenhoes staan de tracknummers met songteksten afgedrukt, tezamen met de opnamelocaties en bijdragen van derden.

## Recensies
Het album had eigenlijk in januari 1973 uit moeten komen, maar door problemen bij het ontwerpen van de hoes werd dit uitgesteld tot maart. De band was op moment bezig met hun Europese concerttour.
Het album werd voor aanvang van de aansluitende tour door de VS en Canada flink gepromoot, in de hoop dat het tegen die tijd de top van de Amerikaanse hitlijsten had bereikt. Omdat de meeste nummers een jaar geleden al waren opgenomen, had de band ze ook al live gespeeld tijdens eerdere concerttours in de VS, Japan, Europa en de UK in 1972-1973.
Houses of the Holy kreeg in eerste instantie wisselende recensies, waarbij de meeste kritiek ging naar, van de hardrock, afwijkende nummers als "The Crunge" en "D'yer Mak'er". Het album was echter wel een commercieel succes en stond 39 weken genoteerd in de Amerikaanse Billboard 200, waarvan twee weken op nummer 1.
Muziekjournalist Gordon Fletcher van Rolling Stone Magazine noemde het album: "Een van de saaiste en meest verwarrende albums dat ik dit jaar heb gehoord. De band is afgedwaald van de belichaming van alles wat goed is aan rock, naar een afgezwakte heavy metal vertoning." 
Robert Christgau was positiever over het album. Terwijl hij "No Quarter" een soort dodenmars noemde, en andere nummers te veel gelijkenissen vond vertonen met eerder werk, vond hij kant 1 van het album: "Solide, echt Led".
Stephen Thomas Erlewine van AllMusic zei: "Gedurende het hele album is het spel van de band uitstekend, waardoor de individuele diversiteit van Page en Plant als songwriters samenkomt." 

## Heruitgave 2014
Op 27 oktober 2014 werd er een geremasterde versie uitgegeven van het album. De heruitgave verscheen in zes verschillende uitvoeringen: de standaard lp-editie, de standaard cd-editie, een Deluxe twee-cd-editie, een Deluxe twee lp-versie, een Super Deluxe twee-cd-plus-twee lp-versie met fotoboek en als digitale download (96k / 24-bit). Op de bijgeleverde bonus-cd ontbreekt het nummer "D'yer Mak'er".

## Nummers

#### Originele uitgave 1973
1. The Song Remains the Same (Page/Plant) – 5:30
2. The Rain Song (Page/Plant) – 7:39
3. Over the Hills and Far Away (Page/Plant) – 4:50
4. The Crunge (Bonham/Jones/Page/Plant) – 3:17
5. Dancing Days (Page/Plant) – 3:43
6. D'yer Mak'er (Page/Plant/Jones/Bonham) – 4:23
7. No Quarter (Page/Plant/Jones) – 7:00
8. The Ocean (Page/Plant/Jones/Bonham) – 4:31

#### Heruitgave 2014 Deluxe cd-versie bonus-cd
1. The Song Remains the Same (Met gitaar overdubs) – 5:29
2. The Rain Song (Alternatieve mix zonder piano) – 7:45
3. Over the Hills and Far Away (Backing track met gitaar) – 4:22
4. The Crunge (Ruwe mix) – 3:16
5. Dancing Days (Ruwe mix met zang) – 3:46
6. No Quarter (Ruwe mix zonder zang) – 7:03
7. The Ocean (Ruwe mix) – 4:26

## Singles
| Jaar | Titel                                      | Lijst                 | Positie |
| ---- | ------------------------------------------ | --------------------- | ------- |
| 1973 | Over the Hills and Far Away / Dancing Days | Nederlandse Tipparade | 7       |
| 1973 | D'yer Mak'er / Gallows Pole                | Nederlandse Tipparade | 10      |

## Bezetting
- Led Zeppelin:
  - John Bonham - drums, achtergrondzang
  - John Paul Jones - orgel, Mellotron, basgitaar, achtergrondzang, piano, synthesizers, klavecimbel
  - Jimmy Page - gitaar, achtergrondzang, producer
  - Robert Plant - zang, mondharmonica

## Productie en techniek
- Peter Grant - uitvoerend producent
- Eddie Kramer - technicus, mixen
- Keith Harwood - mixen
- Andy Johns - technicus, mixen ("No Quarter")
- Hipgnosis - ontwerp hoes
- Aubrey Powell - fotografie